# La cattedrale di Salisbury vista dai terreni del vescovo
La cattedrale di Salisbury vista dai terreni del Vescovo (Salisbury Cathedral from the Bishop's Grounds) è un dipinto a olio su tela di John Constable, realizzato nel 1823 e conservato al Victoria and Albert Museum di Londra.
Questo dipinto della più famosa chiesa medievale inglese è uno dei lavori più celebrati dell'autore e gli fu commissionato dal suo amico John Fisher, vescovo di Salisbury. Constable visitò la cattedrale tra il luglio e l'agosto del 1822 e ne fece alcuni schizzi a olio, che servirono come modello per le sue composizioni. La prima versione del dipinto, quella oggi custodita al Victoria and Albert Museum di Londra, fu rifiutata dal vescovo a causa del cielo eccessivamente nuvoloso: Constable ne realizzò una seconda redazione con il cielo sereno, oggi conservata al Metropolitan Museum of Art di New York.
Di seguito tratteremo della prima versione, quella londinese; d'altra parte, le due opere sono molto simili tra di loro. La cattedrale è ripresa da sud, dove sono collocati, per l'appunto, i terreni prospicienti il palazzo del vescovo. In primo piano, pertanto, troviamo una vegetazione assai fitta, che crescendo dai prati verdissimi si flette sino a formare una sorta di arcata gotica che incornicia l'edificio. Ciò, tuttavia, non pregiudica una visione ottimale della cattedrale di Salisbury, della quale distinguiamo le guglie, le quadrifore, i contrafforti e l'altissimo campanile che svetta nel cielo.
Così come in tutti gli altri dipinti di Constable, La cattedrale di Salisbury vista dai terreni del vescovo è caratterizzata da un armonioso equilibrio tra gli uomini (a sinistra notiamo il vescovo Fisher con la moglie mentre indica la cattedrale) e gli elementi naturali (il prato è solcato da un ruscello dove troviamo anche il bestiame che si abbevera). Assai importante è lo studio del cielo, che Constable popola con basse nuvolaglie
gravide di tempesta nella versione londinese e con nubi più vaporose e luminose nella redazione newyorchese.